# 99 Happy Soul
99 Happy Soul (99ハッピーソウル), est un manga écrit et dessiné par Kenji Ōiwa. 99 Happy Soul a été prépublié dans le Shônen Ace entre 26 mai 2004 et le 26 août 2004. Sa version française est publiée aux éditions Glénat depuis 2009